# Bürgermeisterhof (Salzwedel)

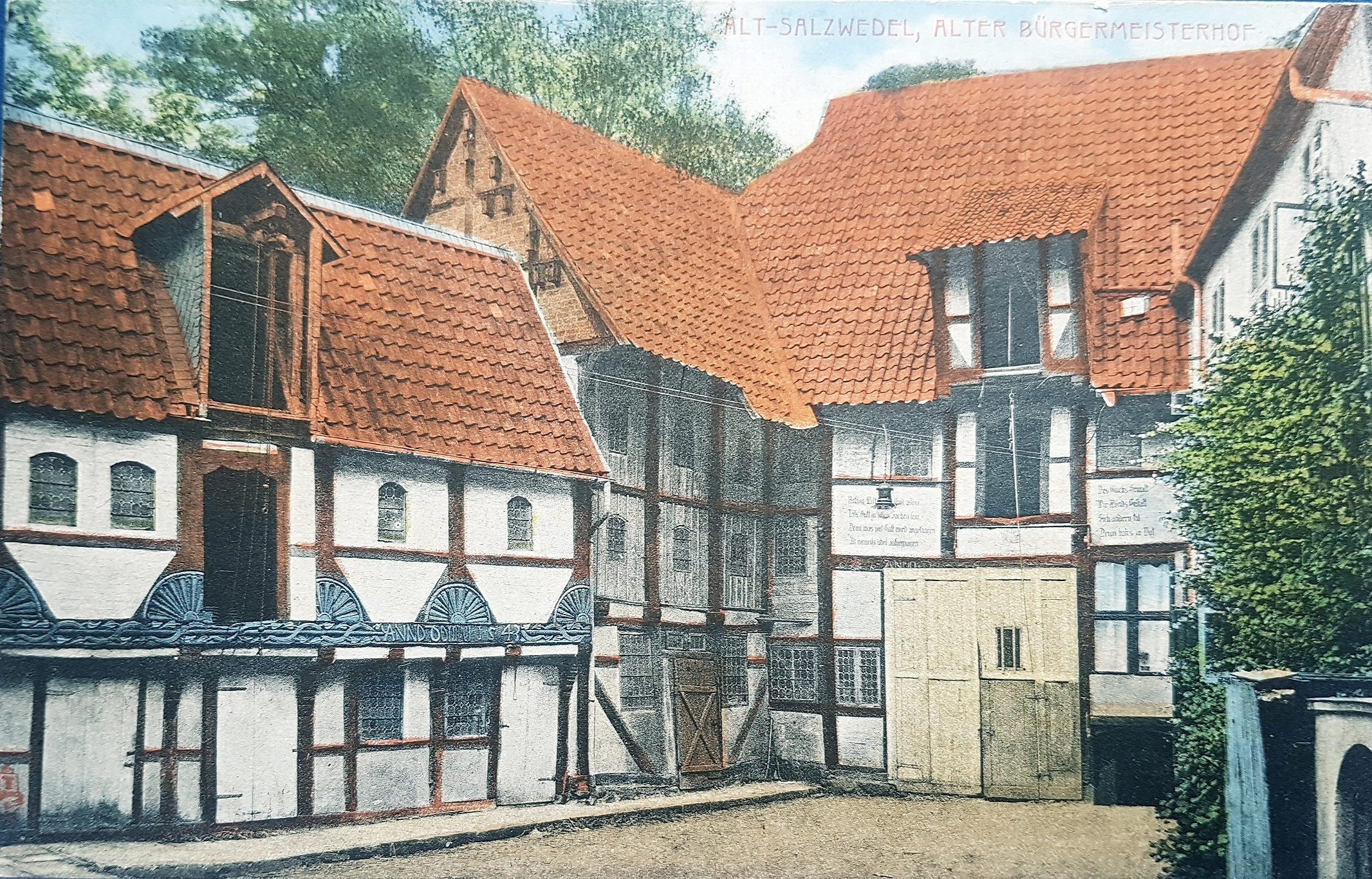
Bürgermeisterhof Salzwedel, Blick auf Rosettenhaus (li.), Hochständerhaus (mi.) und Deelenhaus (re.), kolorierte Postkarte von 1920

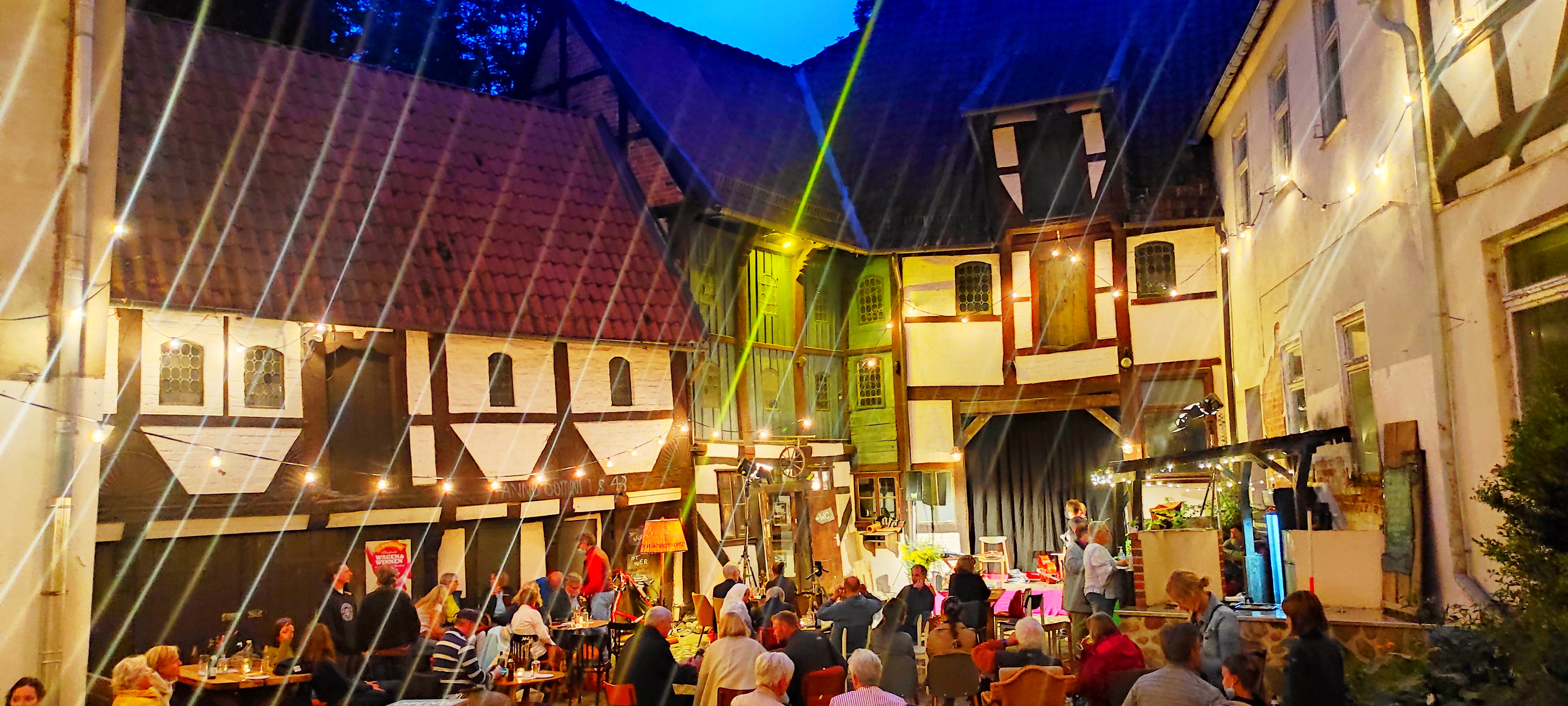
Bürgermeisterhof Salzwedel, Blick auf Rosettenhaus, Hochständerhaus (li.), Deelenhaus (mi.) und Steinhaus (re.), bei einem Konzert im August 2021.

Luftansicht auf den Bürgermeisterhof von Süden, links das Vereinslogo

Der Bürgermeisterhof Salzwedel ist ein denkmalgeschütztes Ensemble aus historischen Fachwerkhäusern in der Hansestadt Salzwedel. Sie liegen zentral an der Burgstraße auf Höhe des ehemaligen Stadttors „Am Siel“ und grenzen an der Rückseite an die Burg Salzwedel, die wie diese zu den ältesten Gebäuden der Stadt zählen. Das Anwesen ist als vierseitiger Hof angelegt. Die Hofbebauung in Fachwerkbauweise spiegelt anschaulich die verschiedenen Bauepochen der altmärkischen Hansestadt – von der in die ältesten Speichergebäude integrierten ehemaligen Stadtmauer zwischen Salzwedeler Alt- und Neustadt samt Wehrturm aus dem 13. Jahrhundert, über historische Fachwerkhäuser aus dem 16., 18. und 19. Jahrhundert, bis hin zu neuzeitlichen Anbauten aus dem 20. Jahrhundert, die zu DDR-Zeiten als Produktionshallen genutzt wurden. Zwischen Mitte des 16. und Mitte des 19. Jahrhunderts bewohnten mindestens vier Bürgermeister der Stadt Salzwedel mit ihren Familien die Häuser, woher die Bezeichnung Bürgermeisterhof rührt. Zu DDR-Zeiten beherbergte der Gebäudekomplex die „Produktionsgenossenschaft des Handwerks Modewerkstätten Salzwedel“, einen textilverarbeitenden Betrieb, der nach Wende abgewickelt wurde.

## Geschichte

### Bauliche Ursprünge im 14. Jahrhundert
Die erste urkundliche Erwähnung der benachbarten Burg „Saltwiedele“, deren Bergfried noch erhalten ist, datiert auf das Jahr 1112. Das Grundstück des Bürgermeisterhofes grenzt ab Beginn des 14. Jahrhunderts zu zwei Seiten an die Stadtmauer, die die Salzwedeler Altstadt von der ab 1247 planmäßig angelegten Neustadt trennt. An der südwestlichen Ecke des Bürgermeisterhofes wurde ab 1340 ein die Umgebung hoch überragender backsteinerner Wachturm errichtet, der noch heute zu erkennen ist. Das „Siel“, eines von zwei Stadttoren, die die Doppelstadt verbinden, befindet sich unmittelbar vor dem späteren Bürgermeisterhof an der heutigen Burgstraße. Zur Burgstraße hin, an der Stelle des heutigen Vorderhauses, stand vermutlich ein giebelständiges Haus. Die Lage seiner Nebengebäude sind nicht bekannt.

### Der Bürgermeisterhof ab Mitte des 16. Jahrhunderts
Die Stadtmauer verlor bereits um 1520 ihre Wehrfunktion und diente nur noch als Schutz vor ungewollten Einreisenden und als Zollkontrollpunkt. Der Fachwerkspeicher mit vorragendem Obergeschoss ist das älteste der insgesamt fünf Gebäude und wurde bis in die Gegenwart wenig verändert. Laut Hausinschriften am Spruchbalken wurde er 1543 errichtet. Wegen der besonders auffälligen Fächerrosetten und der Rankenfriese aus floralem Schnitzwerk auf der Stockschwelle wird das Gebäude auch als Rosettenhaus bezeichnet. Die parallel zum Burggarten verlaufende Stadtmauer wurde in die Rückseite des Gebäudes integriert. Beidseits des Eckturms wurden im 16. Jahrhundert zwei Speicher in der altmodischen Geschoss- bzw. Hochständerbauweise errichtet, womit die Südflanke des Bürgermeisterhofs vollständig wurde.
Ein wappengeschmückter Balken im rückseitigen, sogenannten Deelenhaus trägt die Jahreszahl 1567 und die Initialbuchstaben JH und CB, die Jürgen Hanss, dem Sohn des Bürgermeisters Georg Hanss, und seiner Ehefrau Catharina Buch zuzuordnen sind, die im 16. Jahrhundert hier wohnen. Ab 1574 wohnte nachweislich auch der Bürgermeister Georg Hanss in einem der beiden älteren Neustädter Häuser. 1690 erwarb Johann Georg Muthe, Bürgermeister der Neustadt, das Haus für 1000 Taler. Er bewohnte es bis Mitte des 18. Jahrhunderts mit seiner Frau. 1743 kaufte der Arzt Detlef Friedrich Frese den Hof, in dessen Familienbesitz das Grundstück bis 1811 blieb, als es an den Färber Christian Löffler verkauft wurde.
Das Steinhaus wurde vermutlich Ende des 16. oder Anfang des 17. Jahrhunderts gebaut und Ende des 18. Jahrhunderts umfassend saniert. Darauf deuten zwei Datumsziegel mit den Inschriften „Datem 1568 …“ und „1772 REPA“ im Steinhaus hin. Im 17. oder 18. Jahrhundert wurde das traufständige Fachwerkvorderhaus gebaut. Die hofseitige Jahreszahl 1813 bezieht sich wohl auf einen Umbau.
Erst 1844 wohnte wieder ein Salzwedeler Bürgermeister in dem repräsentativen Anwesen, als Emil Albrecht Carl von Bennigsen-Förder die Tochter des Lüchower Bürgermeisters Carl Friedrich Gottlieb Thorwirth heiratete, die den Bürgermeisterhof als Mitgift in die Ehe brachte. Seine Tochter heiratete 1852 Heinrich Carl Conrad von Holleuffer, der ein Jahr zuvor zum Bürgermeister von Salzwedel gewählt wurde. Über der Tür, die zum Hof führt, sind die Wappen der Geschlechter von Bennigsen-Förder und von Holleuffer in Buntglas erhalten. Vom Ende des 19. Jahrhunderts bis zum Ende der Weimarer Republik sind die Familien Krause und Gutbier als Eigentümer in den Grundbüchern verzeichnet. Die in Blei gefassten Butzenscheibenfenster am Hochständerhaus sind der Glaserfamilie Krause zuzuschreiben. Die Schützenkronprinzenscheiben am Hochständerhaus aus den Jahren 1911 verweisen auf die Brüder Max und Wilhelm Gutbier.

### Erste Hälfte des 20. Jahrhunderts
Wenige Jahre vor der Wende zum 20. Jahrhundert wurde das Stadttor Siel zwischen Alt- und Neustadt, unmittelbar vor dem Bürgermeisterhof gelegen, abgebrochen und die Fassade des angrenzenden Hauses Burgstraße 2, heute Nr. 20, im neobarocken Stil gestaltet. Die hofseitige Fachwerkfassade und das massive Treppenhaus mit Merkmalen des Jugendstils weisen auf eine Neuerrichtung vor 1910 hin. Sie begrenzen hier den Bürgermeisterhof. Seit 1939 stehen die Hofgebäude unter Denkmalschutz und im letzten Jahr des Zweiten Weltkriegs wurde 1945 im Steinhaus ein Luftschutzkeller errichtet, der später zum Heizraum umfunktioniert wurde. Nach dem Tod der beiden Söhne Gutbiers wurde Luisa Bach (geb. Gutbier) 1946 Eigentümerin.

### Während der deutschen Teilung
Nach dem Zweiten Weltkrieg und der Gründung der Deutschen Demokratischen Republik kaufte die textilverarbeitende Produktionsgenossenschaft (PGH) Modewerkstätten Salzwedel 1957 die beiden Grundstücke Burgstraße 18 und 20 und nahm die wohl größten baulichen Veränderungen seit Jahrhunderten vor. Das Vorhaben, die „alten, baufälligen Lagergebäude“ abzureißen und durch eine Produktionsstätte zu ersetzen, scheiterte zwar am Widerstand der Denkmalpflege, es wurden jedoch umfangreiche Umbauten umgesetzt. Im Erdgeschoss des Vorderhauses wurden die Fachwerkaußenwände durch massive Wände ersetzt und durch einen Durchbruch durch das 1567 erbaute Deelenhaus und die Stadtmauer entstand ein Durchgang zum Burggarten. An der Südseite wurde nun ein einfacher Anbau (Saal) errichtet, der als Produktionshalle benutzt wurde. Ein zweites „Produktionsgebäude mit Sozialteil“, das aber nicht mit den Hauptgebäuden verbunden ist, entstand 1973 an der Westflanke. Die PGH Modewerkstätten umfassten je eine Herren- und Damenmaßschneiderei, eine Kürschnerei, die Herren-, Damen- und Kinderkonfektion, eine Änderungsschneiderei, eine Siebdruckerei, eine Mützenproduktion, ein Stoffkontor, sowie eine Konsumgüterproduktion. Außerdem waren Büros und Sozialräume auf dem Gelände untergebracht.

### Nachwendejahre
Nach der Wende 1990 wurden die Gebäude an Kasseler und Salzwedeler Privatleute verkauft und ein Glas- und Porzellanwaren- sowie ein Bekleidungsgeschäft zogen in die Ladenflächen an der Burgstraße 20 und 18. Die Sparkasse zog kurzzeitig in mehrere Räumlichkeiten im Obergeschoss, während die Sparkassenfiliale an der Wallstraße umgebaut wurde. 1992 wurde eine Modernisierungsvoruntersuchung durch das Lüneburger Büro Pomp durchgeführt, die ein Teilaufmaß, eine dendrochronologische Untersuchung, sowie Vorschläge für die Wiederherstellung der Fassaden umfasste. 1993 wurde die Erdgeschossfassade des Vorderhauses mit Fachwerk erneuert, der Fußbodens auf Straßenniveau abgesenkt und die Hofgebäude angestrichen. Dabei wurden zwei alte Sprüche an der Hofseite des Deelenhauses übermalt. Einer lässt sich heute noch leicht unter der Farbschicht erkennen. Weitere umfangreiche Umbauten lehnte die die Denkmalschutzbehörde seinerzeit ab. 2001 wurde der Hof mit Kopfsteinpflaster gepflastert und das schmiedeeiserne Tor an der Burgstraße eingebaut.
Im Jahr 2001 brannte die Produktionshalle hinter den Bürgermeisterhof, die inzwischen als Lagerhalle genutzt wurde, vollständig ab. Eine geplante Neubebauung des Geländes zwischen Bürgermeisterhof, Burggarten und Lyzeum (heute Kunsthaus) mit Mietwohnungen wurde abgelehnt. Das Rosettenhaus, der älteste Speicher des Ensembles, brannte 2007 ebenfalls, nahm aber keinen großen Schaden. Im Hochständerhaus und dem Anbau hinter der Stadtmauer wurde 1992 ein gastronomischer Betrieb eingerichtet, der unter wechselnden Eigentümern bis 2016 betrieben wurde. Bis auf das Vorderhaus, in das 1998 eine Parfümerie anstelle des Kleidungsgeschäfts gezogen war, standen nach 2016 alle Hofgebäude leer. 2020 kündigte auch die Parfümerie ihren Mietvertrag.

### Heutige Situation: Vereinsgründung
Ende 2020 wurde der Bürgermeisterhof in überwiegend stark baufälligem Zustand für 80.000 Euro an den neu gegründeten Verein Bürgermeisterhof e.V. verkauft. Um den aus Privatdarlehen vorfinanzierten Kaufpreis und die Kaufnebenkosten einzunehmen, startete der Verein im März 2021 eine Crowdfunding-Kampagne, die schlussendlich etwa 40 Prozent des benötigten Geldbetrages einbrachte, während sich die restlichen 60 Prozent aus Direktüberweisungen und Bargeldspenden vor Ort zusammensetzten. Am 20. Oktober 2024 verkündeten die Vereinsmitglieder gegenüber der Stadtöffentlichkeit die vollständige Rückzahlung sämtlicher Privatdarlehen in Höhe von insgesamt 90.000 Euro. Der Verein verfolgt in erster Linie das Ziel, die historischen Gebäude denkmalgerecht und mit ökologischen Ansprüchen zu restaurieren und für Kultur, Handwerk, Bildung, Soziales und Kunst zur Verfügung zu stellen. Seit 2022 ist der Bürgermeisterhof e.V. Mitglied im Landesheimatbund Sachsen-Anhalt.

#### Sanierung der Gebäude
Seit Dezember 2021 werden Notsicherungs- und Sanierungsbauarbeiten am Bürgermeisterhof durchgeführt, die mit Mitteln aus dem Städtebauförderprogramm Wachstum und nachhaltige Erneuerung in sechsstelliger Höhe finanziert werden. Bereits zuvor hatten die Vereinsmitglieder in Eigenleistung den neuzeitlichen Anbau an der Südseite wieder nutzbar gemacht. Der Nordgiebel, die Westseite, sowie die Dächer des Deelenhauses, Steinhauses und Seitenflügels wurden bis Oktober 2022 denkmalgerecht saniert. Die hofseitige Fassade des Steinhauses wurde im November 2022 vom Putz befreit, sodass die Backsteinwände wieder sichtbar sind. Im November 2023 begannen die Notsicherungsarbeiten an den Dächern der Südseite, während derer der Verein am Rosettenhaus eine Gaube nach historischem Vorbild wieder aufbauen lässt.

#### Nachnutzung der Gebäude
Trotz der COVID-19-Pandemie ab 2020 wurde im Bürgermeisterhof im selben Jahr die Eröffnungsfeier für das dezentral in der Altmark und dem Wendland stattfindende Kunstfestival Wagen und Winnen gefeiert. Im April 2021 zog ein Gemeinschaftsladen für regionales Kunsthandwerk in das Vorderhaus. Im August 2021 wurde mit einem Streichkonzert des iranischen Duos Duet der Veranstaltungsbetrieb im Hof wieder aufgenommen. Die Bar im Hochständerhaus und der Saal im Anbau werden seitdem vom Verein für verschiedene Veranstaltungen wie z. B. Partys, Lesungen, Konzerte, Ausstellungen und Filmvorführungen genutzt. Im September 2022 war der Bürgermeisterhof erneut zentraler Ausstellungsort und „begehbarer Ausstellungskatalog“ des dreitägigen Kunstfestivals Wagen und Winnen. Seit November 2022 wird die brachliegende ehemalige Produktionshalle an der Westflanke während der Schulferien als Bauspielplatz für Kinder- und Jugendliche genutzt. Im selben Jahr zog eine Kostümschneiderei in einen Raum im Erdgeschoss des Steinhauses und knüpft damit an die Geschichte des Ensembles als Textilverarbeitungsbetrieb an. Im November 2023 eröffnete der Verein mit Fördermitteln vom Land Sachsen-Anhalt im Erdgeschoss des Rosettenhauses mit der „bürgermeisterlichen Kuriositäten- und Wunderkammer“ zwei kleine Ausstellungsräume, die an die Kuriositätenkabinette der Spätrenaissance und des Barock angelehnt sind und die Geschichte des Gebäudeensembles und des Vereins illustrieren.

## Ehrungen und Auszeichnungen
Kurz nach der Vereinsgründung Anfang 2020 verlieh das Wirtschaftsmarketing Sachsen-Anhalts dem Bürgermeisterhof das Prädikat Kreativort im Grünen als „kreatives und zukunftsweisendes Wohn- und Arbeitsprojekt“ im ländlichen Raum. Im November 2021 wurde der Bürgermeisterhof mit dem mit 1500 Euro dotierten Demografiepreis des Landes Sachsen-Anhalt ausgezeichnet. In der Begründung wird unter anderem hervorgehoben, dass der zu dem Zeitpunkt etwa 30-köpfige Verein „Aktivitäten zur Belebung der Innenstadt unterhält und die Stadtentwicklung fördert.“ Anfang 2022 wurden der Bürgermeisterhof und die Kultur-Nische – eine ähnliche gemeinnützige städtebauliche Initiative in einem Fachwerkhäuserkarree in der Rade- und Neutorstraße in Salzwedel, die bereits seit 2009 aktiv ist – für die zweite Runde des Kulturhanse-Werkstattprogramms ausgewählt. Als eine von insgesamt neun Initiativen aus Ostdeutschland nahmen sie zwischen April und November 2022 an einem Lehrgang teil, um in ihren Räumlichkeiten ein „Gründerlabor jenseits großer Städte“ für gemeinwohlorientierte Unternehmensgründungen aufzubauen. Im Juli 2022 sind der Bürgermeisterhof und die Kultur-Nische Gastgeber eines Kulturhanse-Wochenendes. Im Herbst 2022 wurde der Bürgermeisterhof e.V. für den Deutschen Engagementpreis 2022 nominiert. Am 26. September 2023 wurde der Bürgermeisterhof für sein Projekt einer inklusiven Gemeinschaftsküche mit dem mit 5000 Euro dotierten machen!2023-Preis der Deutschen Stiftung für Engagement und Ehrenamt und des Beauftragten der Bundesregierung für Ostdeutschland für ihr „vorbildliches Engagement in Ostdeutschland“ ausgezeichnet.

## Gebäude

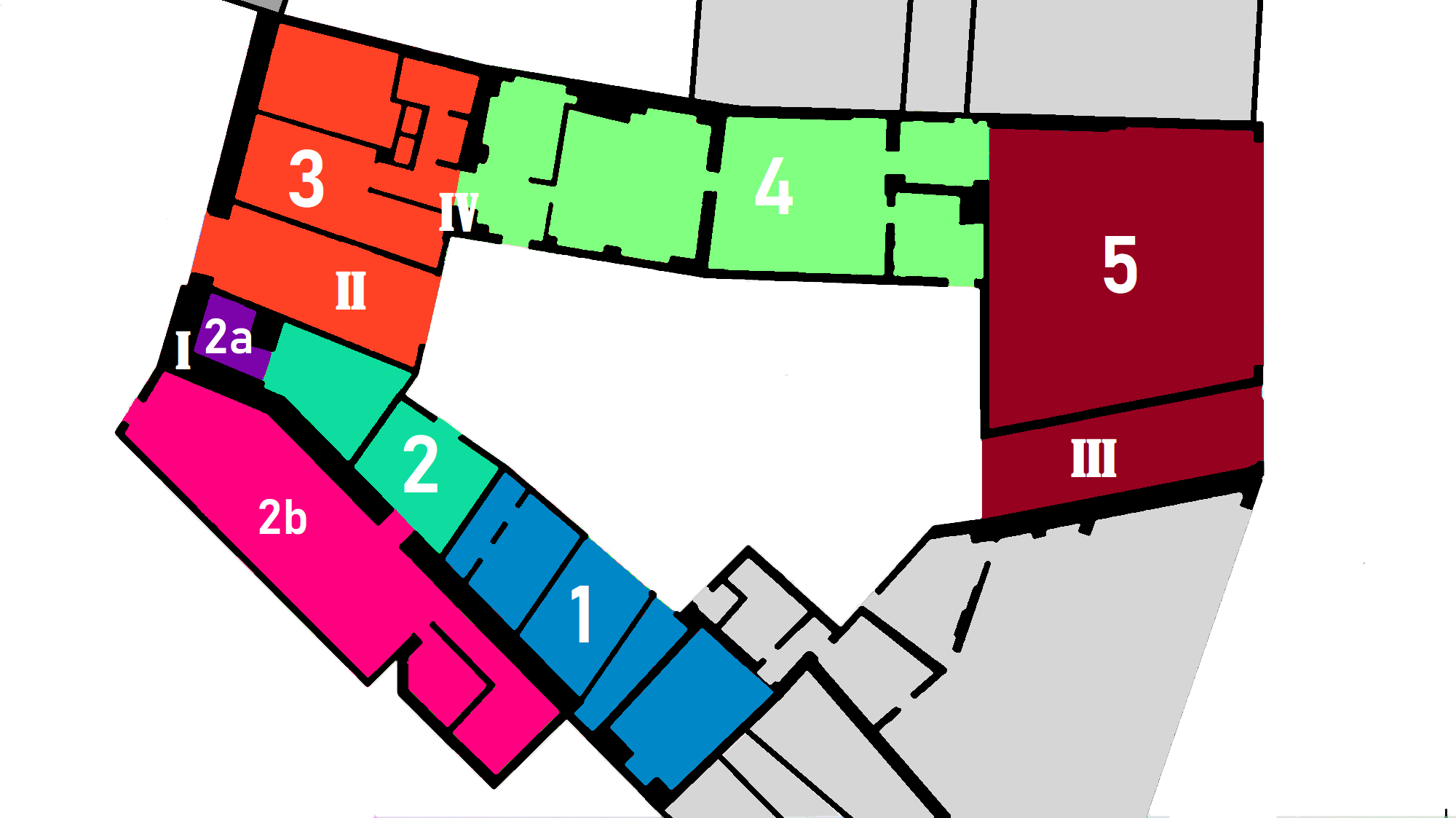
Grundriss des Bürgermeisterhofs Salzwedel

Die folgenden Gebäude gehören zum Bürgermeisterhof:
- (1) Das Rosettenhaus von 1543 (Südseite, blau), in das die Stadtmauer zwischen Altstadt und Neustadt (I) aus dem 14. Jahrhundert integriert ist.
- (2) Das Hochständerhaus, das Mitte des 16. Jahrhunderts erbaut wurde (Süd- und Westseite, grün), mit dem Wehrturm (2a) der Stadtmauer von 1370 (südwestliche Ecke, lila) und dem neuzeitlichen Anbau (2b) von 1957 (Südseite, pink).
- (3) Das Deelenhaus von 1567 (Westseite, orange) mit dem Durchgang (II) zur Hofrückseite und zum Garten, die an die Burganlage grenzen. Im Garten die nach einem Brand nur noch in Ruinen vorhandene Produktionshalle von 1973 (Westseite), die nicht zum Grundstück des Bürgermeisterhofs gehört (nicht abgebildet).
- (4) Das Steinhaus (Nordwestseite, hellgrün) / der Seitenflügel (Nordostseite, hellgrün) aus dem 18. Jahrhundert mit dem 1945 erbauten Heizungskeller (IV). Vor dem Steinhaus steht auf dem Hof eine kleine, überdachte Außenbar (nicht abgebildet).
- (5) Das Vorderhaus an der Burgstraße 18, in heutiger Form aus dem 19. Jahrhundert (Ostseite, braun) mit der Ladenfläche im Erdgeschoss und dem gusseisernen Tor (III), durch das man in den Hof gelangt.
- Das Vorderhaus an der Burgstraße 20 (südöstliche Ecke, grau) gehört als einziges an den Hof grenzendes Gebäude nicht zum Grundstück des Bürgermeisterhofs.

## Bildergalerie

Bürgermeisterhof Salzwedel (Blick auf Rosettenhaus, Hochständerhaus und Deelenhaus), 1907, aus der Sammlung des J.-F.-Danneil-Museums
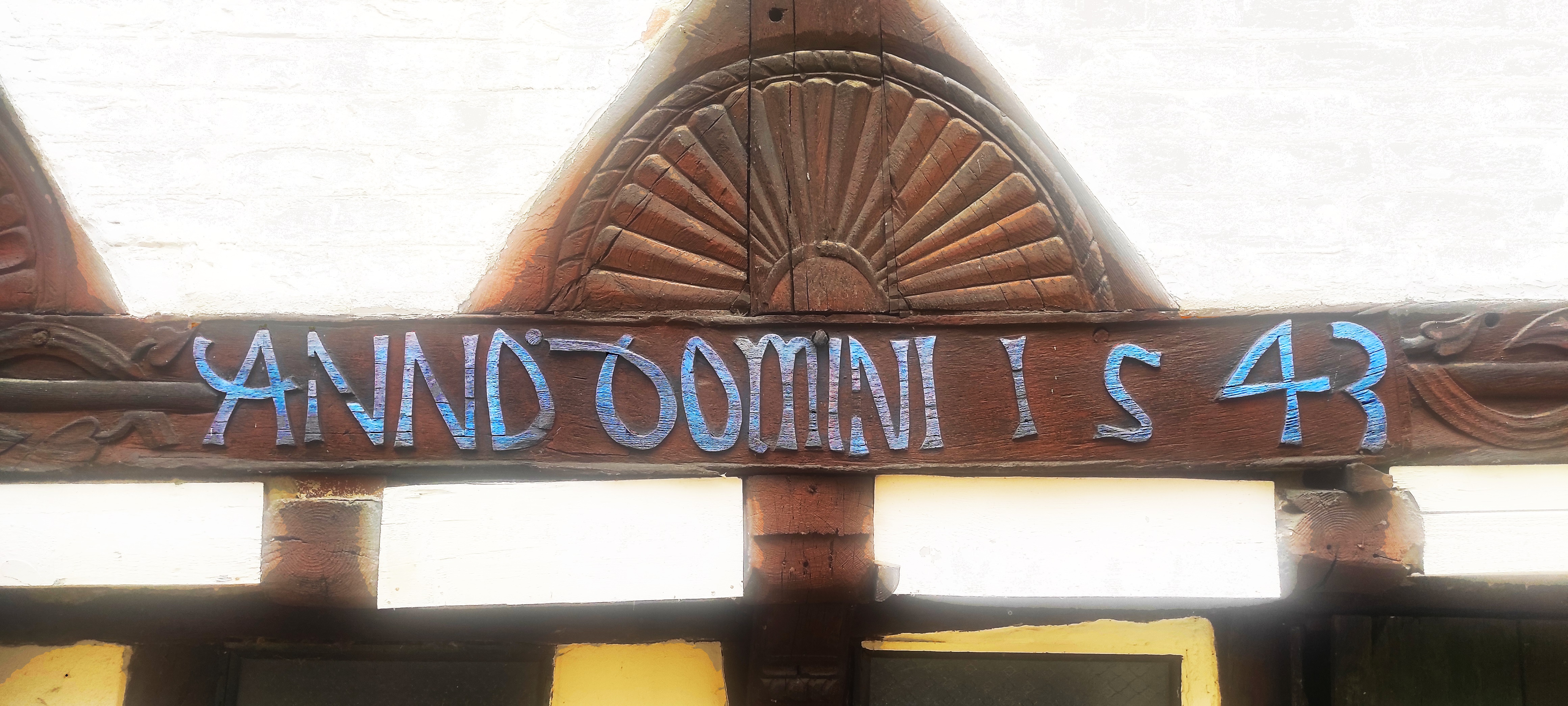
Geschnitzte Jahreszahl ANNO DOMINI 1543 am Spruchbalken des Rosettenhauses im Bürgermeisterhof Salzwedel, Juli 2021
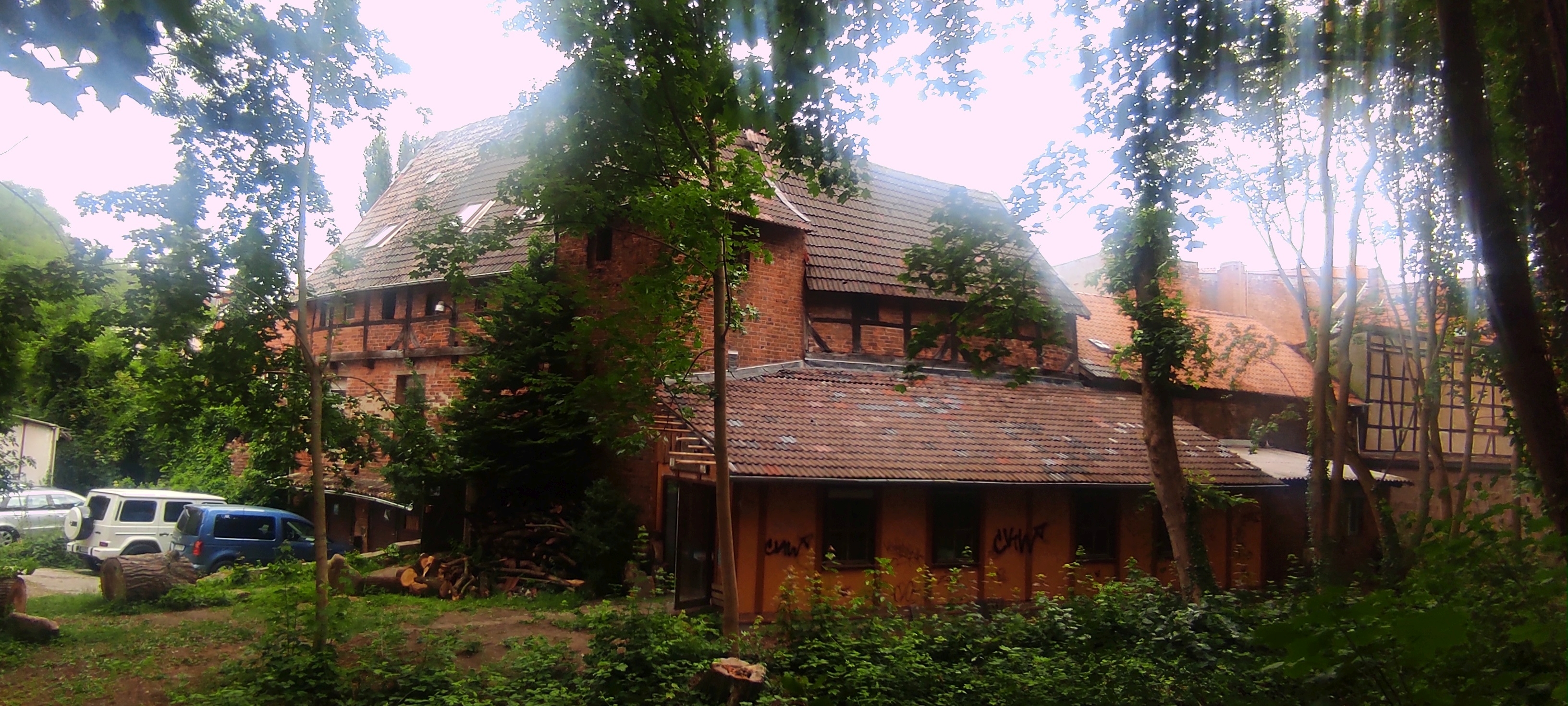
Blick auf die Rückseite des Bürgermeisterhofs Salzwedel mit dem gut erkennbaren Wehrturm der Stadtmauer von 1370 im Vordergrund und dem neuzeitlichen Anbau in der rechten Bildhälfte, Juli 2021
Das Salzwedeler Stadttor am Siel wurde 1893 abgebrochen
Zu DDR-Zeiten beherbergte der Bürgermeisterhof die 'PGH Modewerkstätten Salzwedel' und die Bausubstanz wurde stark vernachlässigt, um 1960
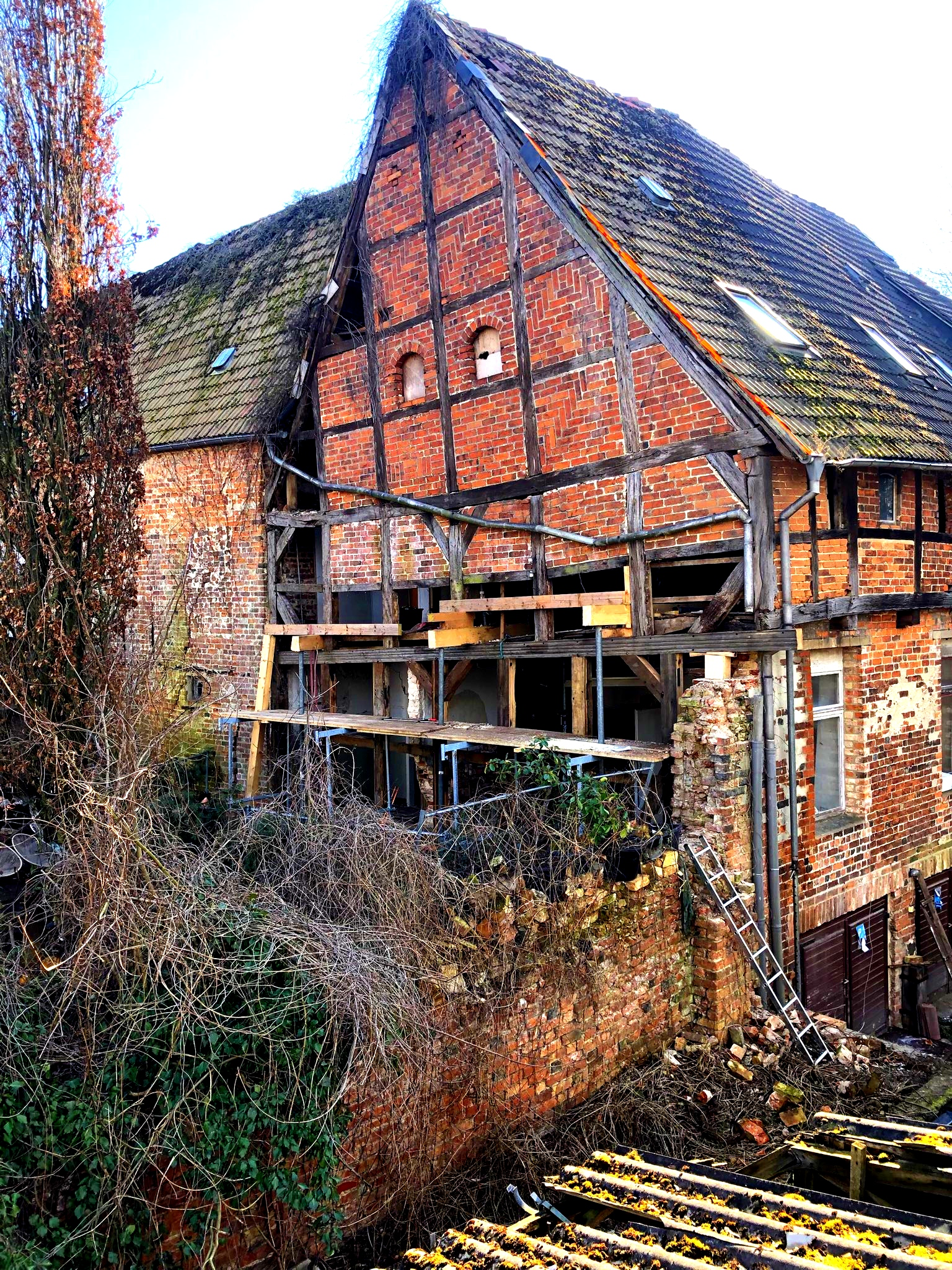
Der baufällige Nordgiebel des Bürgermeisterhofs, März 2022